# High Street Kensington
High Street Kensington - stacja metra londyńskiego na terenie Royal Borough of Kensington and Chelsea, leżąca na trasie dwóch linii: District Line oraz Circle Line. Została otwarta w 1868 roku. W 2007 roku skorzystało z niej ok. 12,603 mln pasażerów. Należy do pierwszej strefy biletowej.

## Galeria

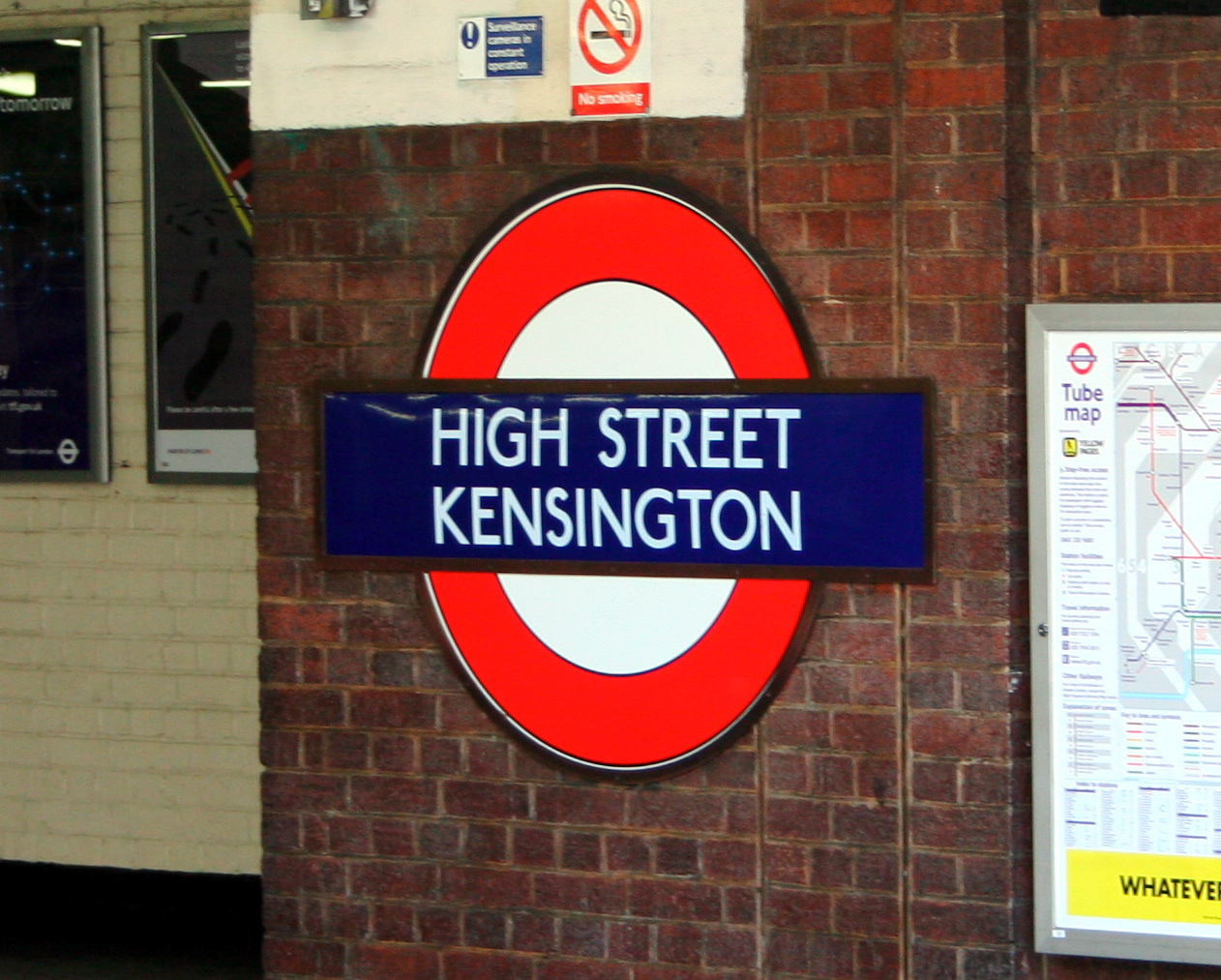
Logo stacji
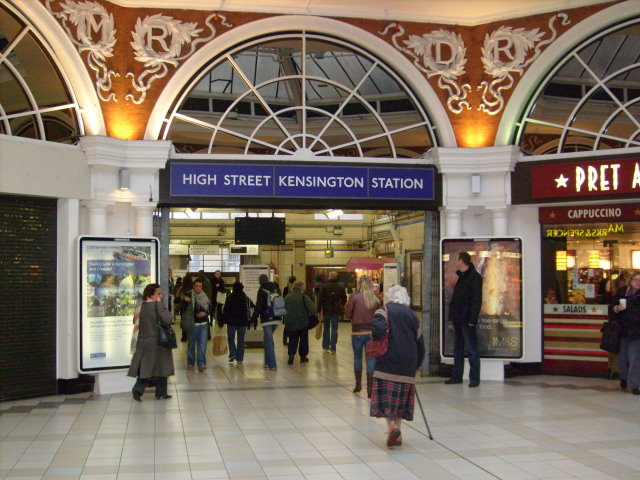
Przejście na stację z sąsiadującego z nią centrum handlowego
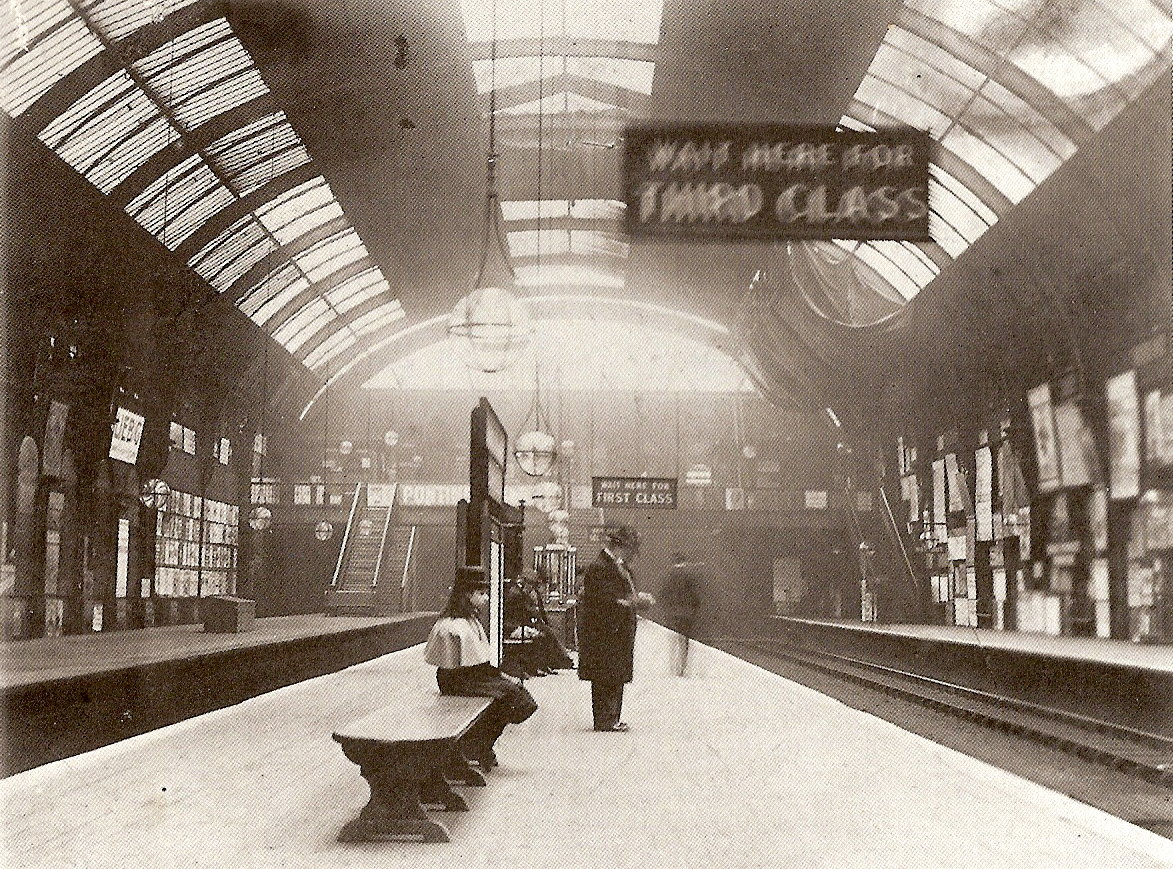
Perony stacji w 1892 roku
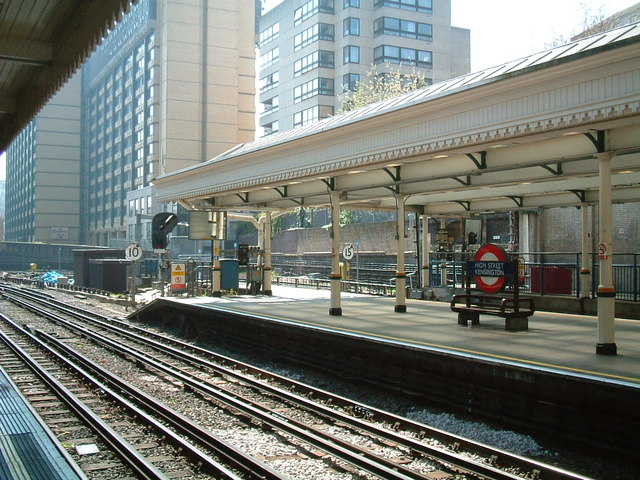
Perony współcześnie